# Festival Breves Cenas de Teatro
O Festival Breves Cenas de Teatro é um festival brasileiro de teatro nacional, realizado no município de Manaus, capital do estado do Amazonas. O festival realiza-se anualmente no mês de março, ocorrendo no Teatro Amazonas. Caracteriza-se por espetáculos de curta duração.